# Acacia drepanophylla
Acacia drepanophylla — вид квіткових рослин з родини бобових. Ареал: Австралія (Західна Австралія).

## Середовище проживання
Вид росте на неглибокій червоній глині або суглинку над вапняком, в чагарниках акації та чагарниках.

## Біоморфологічна характеристика
Це багаторічний кущ або невелике деревце, що досягає 2.5–5 метрів у висоту. Кора сіра, волокниста, з тріщинами на основному стовбурі. Жовті квіти з'являються з травня по липень. Дерево має зворотноконусоподібну форму з голими гілочками. Філодії лінійні й широко розпростерті, 9–20 см × 6–9 мм, голі, не жорсткі, загострені до ніжного кінчика та тонко смугасті з помітною центральною жилкою. Суцвіття рудиментарні, складаються з парних квітконосів завдовжки 15 мм і 5 мм у діаметрі, які складаються з блідо-жовтих квіток. Голі, плоскі, лінійні, коричневі стручки злегка стиснуті між насінням, до 11.5 мм завдовжки й від 8 до 11 мм ушир. Насіння від тьмяно-сірого до коричневого кольору, має стиснуту сферичну форму від 5 до 6 мм у діаметрі.